# Psofis (ciutat)
Psofis (grec antic: Ψωφίς, llatí: Psophis) fou una ciutat de l'antiga Grècia situada al nord-oest d'Arcàdia, al límit amb Acaia i amb l'Èlida. Les ruïnes de la ciutat es poden contemplar vora la localitat de Tripótama, a la confluència dels rius Sireos, Aroànios i Nusétiko, on formen l'Erimant.
Segons el mite, el seu nom original hauria estat Erimant, pel fet que estava situada vora el riu Erimant i la muntanya homònima, i més tard hauria rebut el nom de Fegea. Posteriorment, l'arribada d'Equèfron i Pròmac, fills d'Hèracles, procedents de Sicília, hauria motivat el seu canvi de nom definitiu, en referència a la seva mare Psofis, una filla d'Èrix. Apol·lodor explica que la regió que envoltava la ciutat va ser l'escenari de la cacera del senglar d'Erimant, un dels dotze treballs d'Hèracles.
Segons Polibi, Psofis era una ciutat inexpugnable, amb defenses naturals i fortes muralles. Es conserven diverses seccions de les murades de la ciutat, com també restes de l'acròpolis. El 219 aC havia caigut en mans d'Elis, i fou conquerida per Felip V de Macedònia, aliat de la Lliga Aquea.
Pel que fa al culte religiós, sembla que la deessa protectora de la ciutat era Àrtemis Ericina, i probablement també es venerava Atena Pòlias, atès que s'ha identificat en les monedes. D'altra banda, els monts Màlea i Lampea estaven consagrats a Pan, i al cim del Mont Afrodísion hi ha les restes d'un temple del segle v aC amb materials que es remunten a l'època arcaica.